# Mario & Luigi: Viaggio al centro di Bowser
Mario & Luigi: Viaggio al centro di Bowser, pubblicato in Giappone come Mario & Luigi RPG 3!!! (マリオ&ルイージRPG3!!!?, Mario ando Ruīji Āru Pī Jī Surī!!!) è un videogioco di ruolo per Nintendo DS. Il gioco è il terzo capitolo della serie Mario & Luigi, che è parte del più ampio franchise di Mario. Annunciato il 2 ottobre 2008, è stato pubblicato in Giappone l'11 febbraio 2009 e nell'autunno dello stesso anno nel resto del mondo. Il videogioco introduce nuove caratteristiche come la possibilità di utilizzare Bowser come personaggio giocabile, inoltre fa affidamento sulle caratteristiche uniche della console, come l'uso del touch screen e del microfono. Il gioco rappresenta l'apice della serie dal punto di vista delle vendite, e le recensioni furono molto positive.

## Trama
Tutto inizia quando, nella tranquilla città di Fungopoli, si diffonde una misteriosa malattia, la "Gravitombolite", che colpisce i Toad facendoli diventare di dimensioni enormi. Per scoprirne le cause, viene indetta, al castello della Principessa Peach, una conferenza, alla quale partecipano anche Mario e Luigi. Durante la riunione, si scoprirà che la diffusione della Gravitombolite è dovuta a un fungo venduto da un mercante straniero. Tuttavia, nel pieno della conferenza, fa la sua irruzione nel castello Bowser, Signore del Male, con l'intento di rapire la Principessa. Quest'ultimo verrà inizialmente sconfitto da Mario, e, successivamente, esiliato nella foresta del Regno dei Funghi, la Foresta Selvafosca. È proprio qui che Bowser incontra uno strano mercante, che lo convince a mangiare un fungo sconosciuto di colore giallo e viola (Fungo Risucchio, ma definito dal mercante "Fungo Fortunello"), assicurandogli che, se lo avesse inghiottito, avrebbe potuto sconfiggere Mario. Il fungo, tuttavia, si rivela dannoso, e Bowser inizia a risucchiare tutto ciò che trova, compresi Mario, Luigi e la principessa Peach. Dopo aver eseguito questa azione, Bowser cadrà a terra svenuto. 
Mario si ritrova inizialmente solo nel corpo del Signore del Male, infatti, solo successivamente riuscirà a ritrovare suo fratello Luigi, aiutato da uno spirito di nome Dorastella, rappresentante del saggio popolo delle Stelle. I due cercano quindi un modo per risvegliare Bowser, e ci riusciranno stimolando i suoi nervi. Quando Bowser riprenderà coscienza, si ritroverà intrappolato in una caverna, dalla quale riesce poi a uscire. Non appena giunto fuori dalla grotta, si presenta di nuovo il misterioso mercante, rivelatosi essere Sogghigno (già apparso nei due titoli precedenti come ex allievo della Strega Ghignarda e come venditore di tessere), che aveva approfittato dello svenimento di Bowser per prendere d'assalto proprio il suo castello. Inoltre, gli rivelerà che ha in mente un piano non solo per prendere possesso del castello, ma per sottomettere tutto il Regno dei Funghi. Il Signore del Male cerca quindi di sconfiggere Sogghigno, ma quest'ultimo fuggirà dopo avergli sguinzagliato contro il suo più fidato servitore, Grugnosauro, che Bowser non riuscirà a sconfiggere in quanto il fungo di Sogghigno gli ha prosciugato buona parte delle forze. Dopo ciò, il Signore del Male decide di intervenire e di precipitarsi al suo castello.
Dopo una serie di avventure, riuscirà a raggiungerlo e scoprirà, con sua sorpresa, che nessuno lo riconosce più, e che la maggior parte degli sgherri che erano stati al suo servizio, ora veneravano proprio Sogghigno. Successivamente, Bowser verrà accolto come "ospite speciale" in un particolare teatro situato nel suo ex-castello, il "Teatro Sogghigno". Viene quindi obbligato da Sogghigno a lottare, davanti a tutta la folla, con Grugnosauro. Tuttavia, Bowser riuscirà a vincere lo scontro, e per questo, viene condotto nella sala dedicata al vincitore della battaglia. È proprio qui che il Signore del Male cade in un tranello architettato da Sogghigno: infatti, viene costretto a mangiare alcuni cibi ipercalorici che fanno crescere il suo corpo a dismisura. Bowser tenta di reagire, ma l'unico risultato che ottiene è quello di rimanere incastrato nel pavimento. Così, Mario, Luigi e Dorastella, che nel frattempo erano rimasti ancora dentro il suo corpo, decidono di intervenire.
Quindi, dopo aver vagato per un po' nel corpo del Signore del Male, i tre trovano, per loro gioia, la Principessa Peach, risucchiata in precedenza da Bowser. A questo punto, Bowser inizia ad avvertire uno strano formicolio nella parte del suo corpo rimasta appesa sotto il pavimento. Si tratta di Sogghigno, che sta usufruendo di uno speciale raggio per prelevare dal corpo di Bowser la Principessa Peach. Mario e Luigi, non capendo il perché di quell' azione, decidono di domandarlo alla Principessa, la quale rivelerà ai due che Sogghigno vuole sfruttarla perché lei era l'unica persona in grado di risvegliare una stella dai poteri malvagi, la Stella Oscura, con la quale Sogghigno intendeva conquistare il Regno dei Funghi. Quindi, all'improvviso, Peach si ritroverà fuori dal corpo di Bowser, svenuta. 
Successivamente, quest'ultimo riesce a liberarsi dal pavimento e ad uscire dal castello. Nel frattempo, anche Mario e Luigi erano usciti dal corpo di Bowser, e si erano diretti a Fungopoli, per raggiungere il Castello di Peach, dove Sogghigno stava per mettere in atto i suoi piani. La loro missione, però, nasconde un imprevisto: infatti, all'entrata del Castello, erano sorti alcuni muri creati dal potere della Stella Oscura. Quindi, Mario e Luigi erano impossibilitati a entrare. Per risolvere la questione, si rivolgono al medico della città, il Dottor Doat, il quale afferma che, per rompere i muri, era necessario il potere di tre stelle speciali: le tre Curastelle, appartenenti a tre saggi sparsi per il Regno dei Funghi. I due fratelli partono quindi alla ricerca delle speciali stelle. Ma non sono i soli: infatti, anche Bowser ne era venuto a conoscenza e decise di trovare le Curastelle per entrare nel Castello di Peach e vendicarsi una volta per tutte di Sogghigno. Tuttavia, a giungere per primi alla clinica del Dottor Doat con le tre Curastelle saranno proprio Mario e Luigi. Quindi, grazie ai poteri delle Curastelle i fratelli riescono a penetrare nel castello. Inoltre, grazie ai poteri delle speciali stelle, viene anche trovata una cura alla Gravitombolite.
Nel frattempo, Bowser, era tornato al suo castello per cercare la seconda Curastella, tuttavia, tre dei suoi più fidati sgherri (Goombronio, Tipo Tizio e Paracaio) lo tradiscono e lo rinchiudono in una cassaforte. Quest'ultima viene scaricata tra i rifiuti nel cortile del Castello della Principessa Peach. Così, Mario, Luigi e Dorastella decidono di tornare all'interno di Bowser sperando che quest'ultimo sia in grado di trovare Sogghigno. Bowser penetra quindi nel castello e trova la Principessa Peach, intenta nel risvegliare la Stella Oscura. Tuttavia, il Signore del Male inghiotte per sbaglio la Stella Oscura e Mario e Luigi cercano quindi di recuperarla all'interno del suo corpo. Una volta trovata, intraprendono una battaglia con quest'ultima. Una volta sconfitta, la Stella Oscura salterà fuori da Bowser, ma questa copia il suo DNA creando una sua copia incompleta coi suoi stessi poteri. Sogghigno, grazie alla Stella Oscura, assume la forma di una sfera d'energia, Sogghigno Oscuro, e cerca di recuperare Bowser Oscuro per completare i suoi poteri ma il piano fallirà: sarà infatti la forma oscura di Bowser ad inghiottire Sogghigno. Questo permette di creare una copia completa del re dei Koopa: Bowser Oscuro.
I due Bowser intraprendono una battaglia sulla Cima del Castello di Peach. Scontro nel quale inizialmente Bowser stordisce la sua forma Oscura, in modo da fargli sputare Sogghigno, che verrà poi risucchiato da Bowser e successivamente sconfitto da Mario e Luigi all'interno del suo corpo. Sfruttando questa tattica, i due fratelli distruggono il Nucleo della Stella Oscura, e di conseguenza Bowser Oscuro diventa un'entità instabile e esplode, liberando il Regno dei Funghi dall'influenza della Stella Oscura una volta per tutte. Sogghigno Oscuro, o meglio quello che ne rimane che si trova nel corpo di Bowser, tenta l'ultima e azzardata mossa: pur di sconfiggere i due fratelli egli tenta l'autodistruzione e così si fa esplodere, credendo di sconfiggere una volta per tutte Mario e Luigi che però, in conseguenza all'esplosione, assieme a Peach e a tutti gli altri personaggi ingoiati riescono ad uscire dal corpo di Bowser. Quest'ultimo solo in questo momento scopre che al suo interno c'erano i suoi più acerrimi rivali, e arrabbiato decide di scontrarsi con loro. Lo scontro è mostrato durante i titoli di coda.
Al termine dei titoli di coda, si viene a sapere che Bowser, rimasto ferito durante lo scontro con i due idraulici, ha perdonato Tipo Tizio, Paracaio e Goombronio e li ha assegnati alle riparazioni dei danni che il castello ha subito. Dopodiché Dorastella porta a Bowser un pacco da parte di Peach, e al suo interno trova una torta con le figurine di Luigi, Mario e Peach.

## Modalità di gioco
Le ambientazioni fuori da Bowser (che si potranno esplorare, una volta raggiunto un certo punto del gioco, anche con Mario e Luigi) sono in visuale a volo d'uccello, mentre il suo corpo è a scorrimento laterale.
Mario e Luigi all'inizio possono usare il Salto, poi il Martello dal ripostiglio cellulare, "Minimario" (eseguibile rimpicciolendo Mario con una martellata in testa da parte di Luigi) dalla sacca vascolare, Salto Avvitato dal centro metabolico e la Trivella Gemella dall'apparato traslucido.
Bowser nel prologo può usare Pugno e Fiammata all'inizio del gioco. Dopo aver risucchiato Mario e Luigi, a causa della Malablatta che gli ostruiva il tubo con cui le eseguiva, perde la capacità di eseguirla. Dopo che Mario e Luigi la sconfiggeranno Bowser potrà di nuovo sputare fuoco; inoltre Bowser nel corso del gioco apprende anche il Guscioschianto, dopo aver completato l'Apparato Traslucido e la Sferarmata, dopo aver sconfitto Bidomatic nel giardino del castello di Peach.
Tutti possono spostarsi con la pulsantiera +. Per passare da Mario e Luigi a Bowser basta premere X o Y mentre per passare da Bowser a Mario e Luigi basta premere A o B. Non è possibile passare da Mario e Luigi a Bowser se i due fratelli si trovano all'esterno del corpo di Bowser.

## Boss
1. Bowser (Castello di Peach)
2. Goombuli Elite (Ripostiglio Cellulare)
3. Grugnosauro (Promontorio Rocciabuca)
4. Luc Bloque (Spiaggia Scogliocanino)
5. Statua Guardaflussi (Spiaggia Scogliocanino)
6. Malablatta gigante (Condotto Fiammogeno)
7. Fido Blocco (Spiaggia Scogliocanino)
8. Torcibruco (Foresta Selvafosca)
9. Bruchilde e Bifidus (Fascio Nervoso)
10. Grugnosauro (Castello di Bowser)
11. Alfa-carotene e Beta-Carotene (Centro metabolico)
12. Bowser (Fungopoli)
13. Saggia Bruchilde (Apparato traslucido)
14. Memoria M e Memoria L (Magazzino dei ricordi)
15. Chakran (Cima della scogliera)
16. Bidomatic (Castello di Peach)
17. Grugnosauro delle Nevi (Castello di Peach)
18. Stella Oscura e Satelliti Oscuri (Cavità Ventosa)
19. Sogghigno Oscuro e Risucchiabot (Castello di Peach)
20. Bowser Oscuro e Nucleo della Stella Oscura (Cima del Castello di Peach)

È inoltre presente una battaglia boss aggiuntiva. In un'area segreta del Castello di Bowser è infatti possibile affrontare tre Shroob, i nemici del precedente gioco della saga.

## Boss Salone delle Sfide
1. Bruchilde +
2. Alfa beta carotene +
3. Saggia Bruchilde +
4. Memoria M & L +
5. Bidomatic +
6. Stella oscura +

Dopo aver affrontato tutti i precedenti
1. Bowser + (boss segreto)

## Battaglie titaniche
1. Castello di Bowser (Foresta Selvafosca)
2. Torre di Yikk (Lago Blubolla)
3. Sogghigno Express (Ferrovia Sotterranea)
4. Super Robo Peach (Castello di Peach)

## Sequel e remake
Il 14 febbraio 2013 è stato ufficializzato un sequel di nome Mario & Luigi: Dream Team Bros.

### Remake
Durante il Nintendo Direct dell'8 marzo 2018, è stato annunciato un remake del gioco per Nintendo 3DS dal titolo Mario & Luigi: Viaggio al centro di Bowser + Le avventure di Bowser Jr., conosciuto in Giappone come Mario & Luigi RPG 3 DX, che ha le animazioni e le grafiche di Mario & Luigi: Dream Team Bros. e di Mario & Luigi: Paper Jam Bros. con paesaggi in 2D, l'uso degli Amiibo e una storia aggiuntiva avente protagonista Bowser Jr. e i Bowserotti. È uscito in Giappone, a fine dicembre 2018 e nel resto del mondo a gennaio 2019.